# Вітіньйо (футболіст, квітень 1999)
Вітор Уго Наум дос Сантос (порт. Vitor Hugo Naum dos Santos), більш відомий як просто Вітіньйо (порт. Vitinho; нар. 1 квітня 1999, Сан-Жозе-дус-Кампус) — бразильський футболіст, атакувальний півзахисник українського клубу «Динамо» (Київ), який грає на правах оренди за бразильський клуб «Інтернасьйонал».

## Ігрова кар'єра

### «Атлетіко Паранаенсе»
Вихованець клубу «Атлетіку Паранаенсі». Дебютував за першу команду 15 лютого 2018 року в матчі Ліги Паранаенсе проти «Фос-ду-Ігуасу» (0:0). 2 травня 2019 року дебютував за рідну команду в чемпіонаті Бразилії в грі проти «Форталези» (1:2). Забив свій перший гол у бразильській лізі 14 липня 2019 року в грі проти «Інтернасьйонала», принісши своїй команді перемогу 1:0. 25 липня 2019 року Вітіньо дебютував у Кубку Лібертадорес, головному континентальному турнірі, в грі проти аргентинської «Боки Хуніорс» (0:1). 8 серпня 2019 року Вітіньйо продовжив контракт зі своїм клубом до 2022 року. Того ж року півзахисник виграв з командою чемпіонат штату та Кубок Бразилії, а наступного року знову став чемпіоном штату.

### «Динамо» (Київ)
31 серпня 2021 року Вітіньйо підписав 5-річний контракт з «Динамо» (Київ).
Дебютував за «Динамо» 18 вересня 2021 року в матчі УПЛ проти «Олександрії» (1:0), замінивши на 69-й хвилині Карлоса Де Пену.
2 квітня 2022 року повернувся, але вже на правах оренди відправився до кінця сезону, до бразильського клубу «Атлетіку Паранаенсі». Надалі також на пправах оренди виступав за бразильську команду «Ред Булл Брагантіно», станом на квітень 2025 року захищає кольори іншого клубу з Бразилії «Інтернасьйонал».

## Досягнення
- Володар Кубка Бразилії: 2019
- Чемпіон штату Парана: 2018, 2019, 2020
- Володар Південноамериканського кубка: 2018